# Protea matonchiana
Protea matonchiana är en tvåhjärtbladig växtart som beskrevs av S.M. Chisumpa & R.K. Brummitt. Protea matonchiana ingår i släktet Protea och familjen Proteaceae. Inga underarter finns listade i Catalogue of Life.